# Бразильско-ямайские отношения
Бразильско-ямайские отношения — двусторонние дипломатические отношения между Бразилией и Ямайкой.

## История
В 2008 году Александр Рубен Милито был назначен послом Бразилии в Ямайке. В 2012 году правительство Ямайки открыло дипломатическую миссию в Бразилиа, тем самым внесло свой вклад в укрепление отношений между двумя странами. В настоящее время интересы Ямайки в Бразилии  представляет поверенный в делах, который возглавляет дипломатическую миссию. Ямайка заинтересована в разработке стратегии по привлечению инвестиций из Бразилии, а также по расширению возможностей экспорта для ямайских продуктов на бразильский рынок. 
Ямайка и Бразилия поддерживают дружеские отношения на протяжении многих лет, сотрудничают также в таких областях, как: энергетика, туризм и сельское хозяйство. 